# Oscaecilia hypereumeces
Oscaecilia hypereumeces é uma espécie de anfíbio da família Caeciliidae. Endémica do Brasil, onde pode ser encontrada apenas na localidade-tipo no município de Joinville, no estado de Santa Catarina. A espécie é conhecida apenas por dois espécimes coletados em 1968. A floresta tropical onde foi encontrada foi convertida posteriormente em zona industrial. O seu habitat é presumivelmente subterrâneo e ocorre em floresta tropical de baixa altitude.